# Mere puiestee (Pärnu)
Le boulevard de la mer (estonien : Mere puiestee) est une rue de Pärnu en Estonie.

## Situation et accès
Le boulevard de la mer part de la rue Ringi tänav et de la rue Lõuna tänav. 
Le boulevard s'oriente d'abord vers le sud-ouest, puis vers le sud, en passant devant le parc de la plage de Pärnu, et enfin vers le sud-est devant ma station thermale de Pärnu. 
Le boulevard passe au rond-point devant les bains de boue de Pärnu, d'où le boulevard Ranna puiestee continue dans la même direction et la rue Supelus tänav se dirige vers le centre-ville. 
La longueur du boulevard de la mer est d'environ 880 mètres.

## Bâtiments remarquables et lieux de mémoire

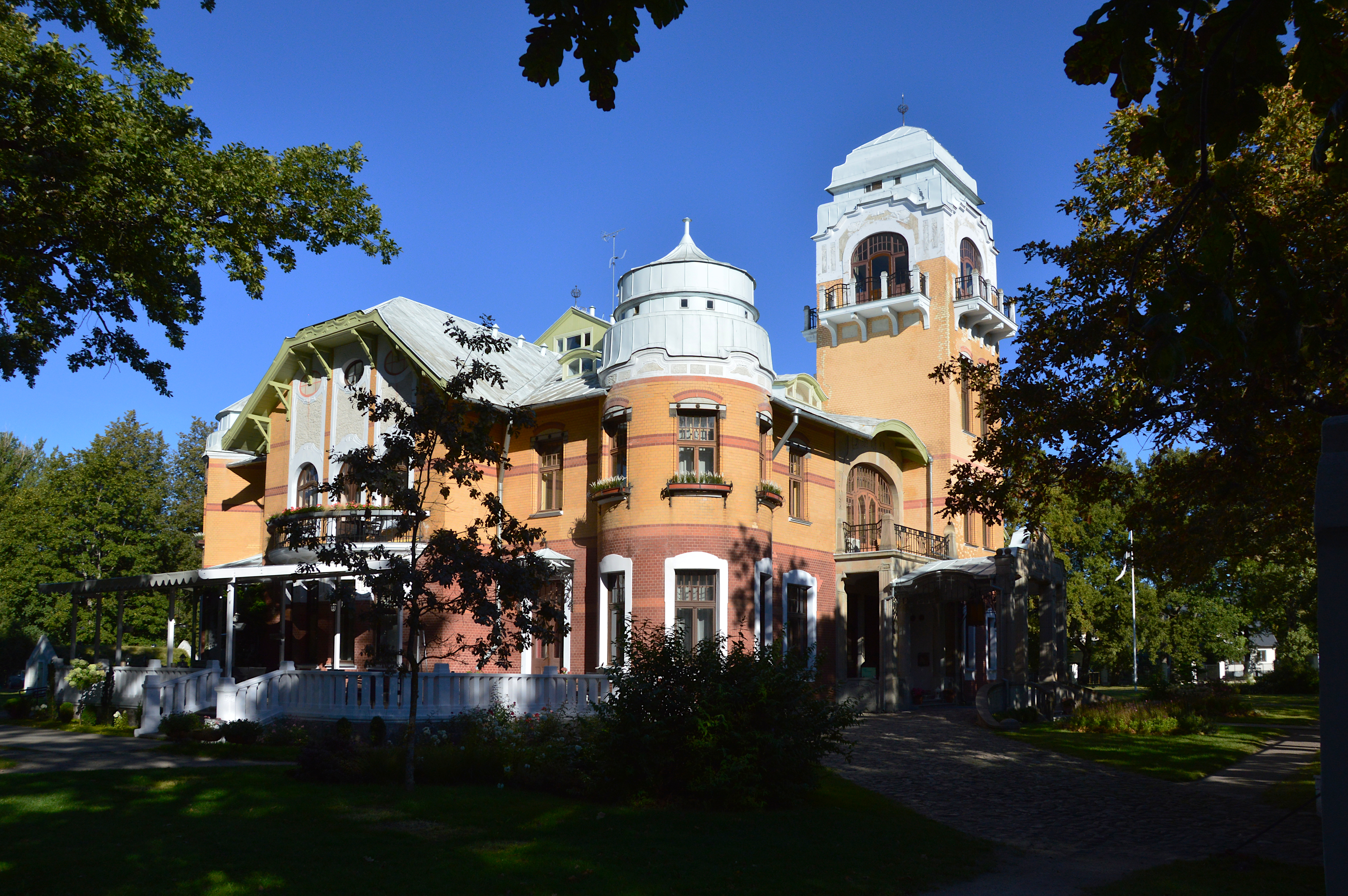
Mere pst 7, villa Ammende
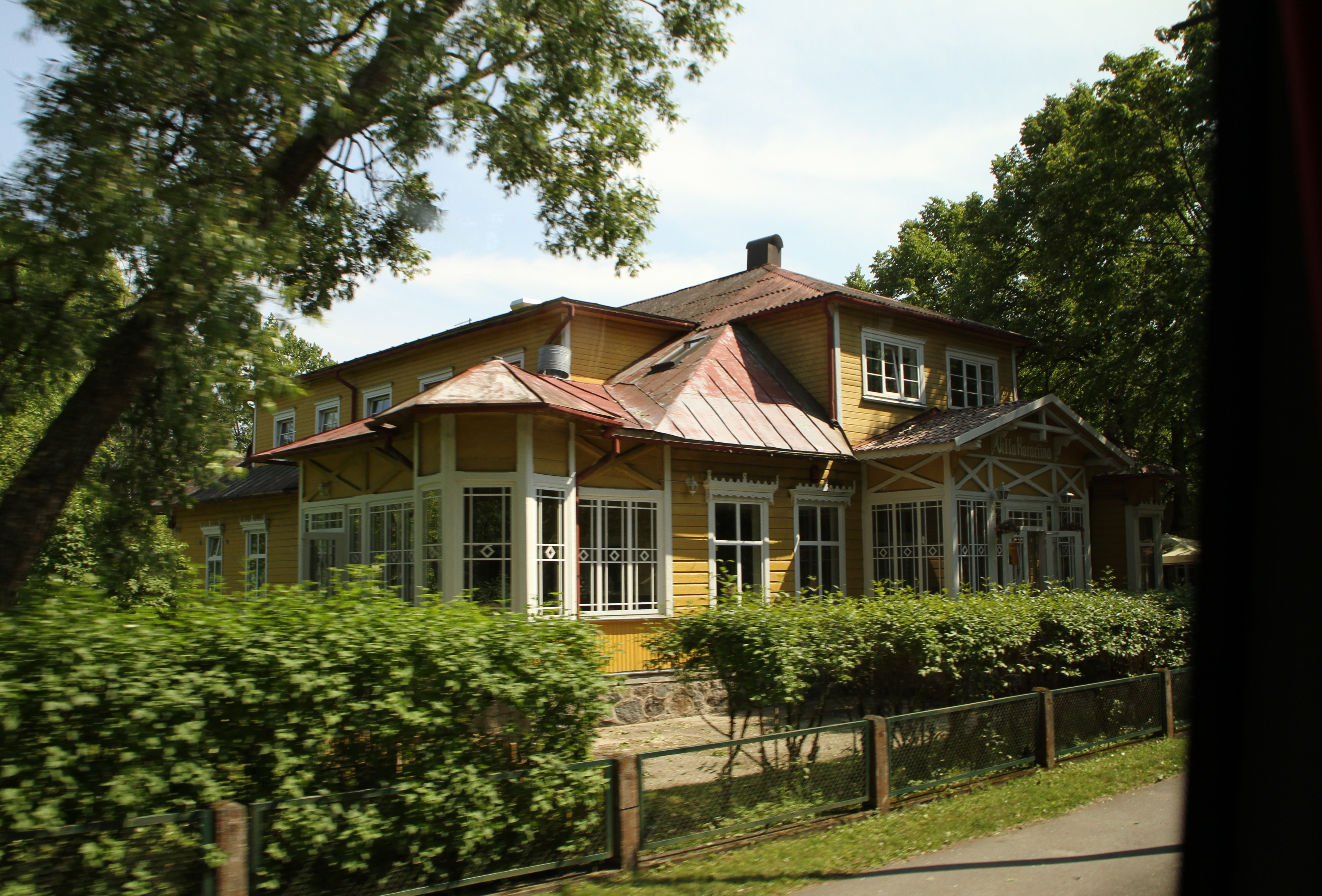
Mere pst 14, villa  Katariina
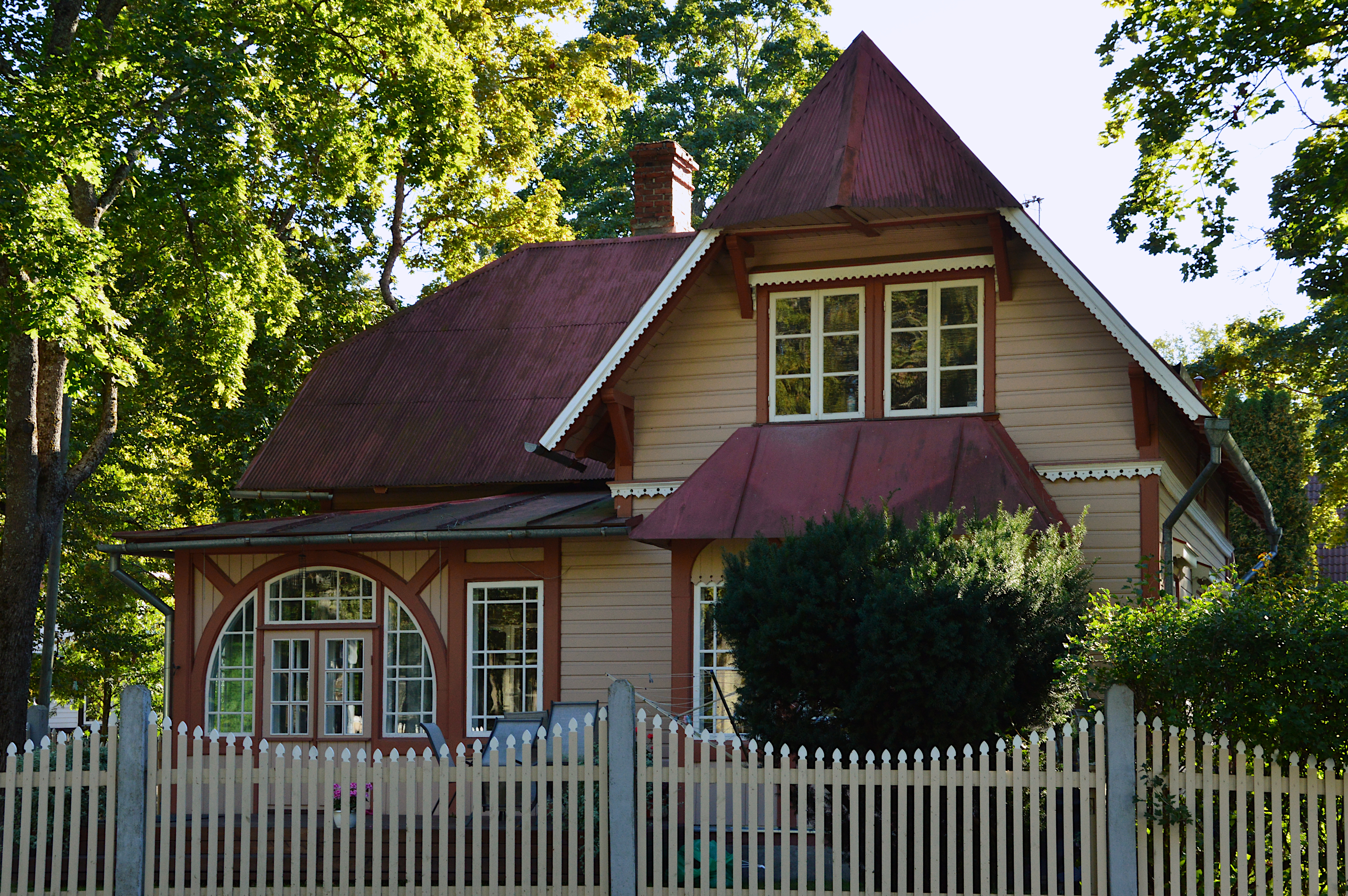
Maison au coin des rues Mere et Suvituse
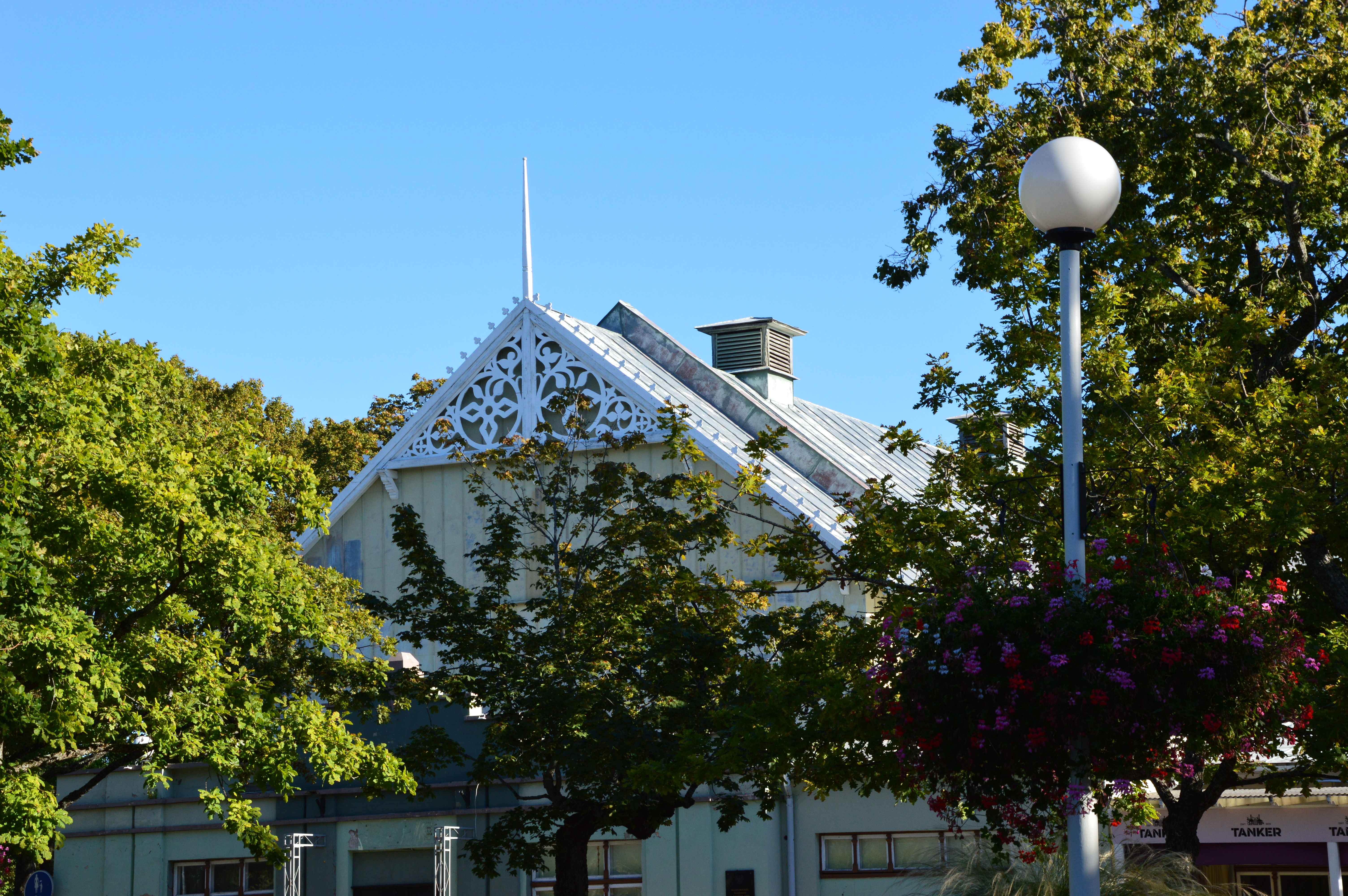
Mere pst 22, Station thermale